# Federico Ramírez (ciclista)
Federico Ramírez Méndez, también conocido como Lico (Cot, Oreamuno, 4 de noviembre de 1975) es un exciclista de montaña costarricense, ganador en una oportunidad de la Vuelta a Costa Rica.
En 1990 Ramírez disputó sus primeros Juegos Nacionales representando a Cartago. Cuatro años más tarde debutaría en la Vuelta a Costa Rica y para el año siguiente en la vuelta nacional obtuvo un segundo lugar en el podio general, repitiendo esa posición en la vuelta de 1997. Sería en el año 2000 cuando se proclamaría campeón.
Además ha ganado Vuelta a Chiriquí en dos ocasiones en los años 1995 y 2005.
Actualmente es un ciclista de montaña costarricense, que ha representado a Costa Rica en los Juegos Olímpicos de Pekín 2008, donde compitió en la categoría Masculina de Cross-country. Dentro de sus mayores logros está el ser el costarricense que más ocasiones ha ganado. La Ruta de los Conquistadores con un total de 5 veces. Siendo esta una de las competencias de Mountainbike más exigentes a nivel mundial.

## Equipos de Ciclismo de Ruta
Estos son los las distintas escuadras con las que a formado parte Lico en su carrera como ciclista de Ruta.
| Año       | País       | Equipo                            |
| 1994-2001 | Costa Rica | Café de Costa Rica - Pizza Hut    |
| 2002      | Costa Rica | Pizza Hut - Café de Costa Rica    |
| 2003      | Costa Rica | Pizza Hut - Bancrédito            |
| 2004      | España     | Cropusa - Burgos                  |
| 2004      | Costa Rica | Pizza Hut - Bancrédito - Powerade |
| 2005      | Costa Rica | BCR - Pizza Hut                   |
| 2006      | Costa Rica | BCR - Pizza Hut - KHS             |
| 2007-2010 | Costa Rica | BCR - Pizza Hut                   |
| 2014      | Costa Rica | BCR - Pizza Hut - Powerade        |

## Palmarés
1995
- 1.º en Clasificación General Final Vuelta a Chiriquí, Panamá

1996
- 1.º en Clasificación General de la Final Vuelta de Higuito, Costa Rica
- 1.º en 2.ª etapa Vuelta de la Juventud Guatemala
- 1.º en Clasificación General de la Final Vuelta de la Juventud Guatemala

1997
- 1.º en Clasificación General de la Final Vuelta de Higuito, Costa Rica
- 1.º en Clasificación General de La Ruta de los Conquistadores

1998
- 1.º en Clasificación General de La Ruta de los Conquistadores

1999
- 1.º en Prólogo Vuelta a Chiriquí, Panamá
- 1.º en 2.ª etapa Vuelta a Costa Rica
- 1.º en 3.ª etapa Vuelta a Costa Rica
- 1.º en 7.ª etapa Vuelta a Costa Rica

2000
- General Individual de la Vuelta a Costa Rica
- 1.º en 9.ª etapa Vuelta a Costa Rica
- 1.º en 11.ª etapa Vuelta a Costa Rica

2001
- 1.º en 3.ª etapa Vuelta a Chiriquí, Panamá

2002
- 1.º en 2.ª etapa Vuelta a Costa Rica
- 1.º en Clasificación General de La Ruta de los Conquistadores

2003
- 1.º en 3.ª etapa Vuelta a Chiriquí, Panamá
- 1.º en 4.ª etapa Vuelta a Chiriquí, Panamá
- 1.º en 5.ª etapa Vuelta a Chiriquí, Panamá
- 1.º en 9.ª etapa Vuelta a Chiriquí, Panamá
- 2.º en Clasificación General de la Final Vuelta a Chiriquí, Panamá
- 1.º en 13.ª etapa Vuelta a Costa Rica

2004
- 1.º en 3.ª etapa Vuelta a Zamora, Trefacio, Castilla y León, España
- 1.º en 5.ª etapa Vuelta a Costa Rica
- 1.º en 12.ª etapa Vuelta a Costa Rica

2005
- 1.º en Campeonato Nacional, Contrarreloj Individual, Elite Costa Rica
- 1.º en 5.ª etapa Vuelta de Higuito, Costa Rica
- 1.º en Clasificación General de la Final Vuelta a Chiriquí, Panamá

2006
- 1.º en 10.ª etapa Vuelta a Costa Rica

2007
- 1.º en Clasificación General de La Ruta de los Conquistadores

2008
- 1.º en Campeonato Nacional, Mountainbike, XC, Elite Costa Rica
- 47.º en Mountainbike de los Juegos Olímpicos de Pekín, China
- 1.º en Clasificación General de La Ruta de los Conquistadores

 2009
- 2.º en Clasificación General de la Final Copa Nacional Protecto, Costa Rica
- 1.º en 2.ª etapa Clásica Camarasa, Cartago, Costa Rica
- 1.º en 1.ª etapa Clásica Santa Ana, Costa Rica
- 2.º en Clasificación General de la Final Clásica Santa Ana, Costa Rica
- 1.º en 1.ª etapa Vuelta a Costa Rica

 2010
- 1.º en Torneo Radio Columbia, Costa Rica

2015
- 1.º en Maratón-Mountainbike, Turrialba, Costa Rica